# Смуђ камењар
Смуђ камењар (лат. Sander volgensis) је слатководна риба из фамилије гргеча Percidae. Нешто је мање распрострањен од обичног смуђа. Искључиво насељава притоке Црног и Каспијског мора: Дунав, Дњепар, Дњестар, Дон, Волгу и Кубан, са притокама. Нарасте до 50 цм и 1,4 кг. 
Задњи угао вилица код смуђа камењара досеже или премашује задњи угао ока. Бочни делови главе нису скроз, већ само местимично обрасли крљуштима. При врху вилица нису изражени снажни, зашиљени зуби, а у бочној линији се налази 80 - 97 крљушти.